# Volkswagen Atlas
La Volkswagen Atlas è un'autovettura SUV di fascia alta della casa automobilistica Volkswagen prodotta dal 2017.
Costruita nell'impianto di Chattanooga in Tennessee,
 è basata sulla piattaforma MQB del Gruppo Volkswagen e monta motori trasversali a quattro cilindri o VR6.
In Medio Oriente, Cina, Messico e Russia è commercializzata come Volkswagen Teramont e prodotta a Ningbo, in Cina, dove la Volkswagen Teramont è disponibile solo con il 2,5 litri VR6 abbinato al cambio DSG.

## Descrizione
L'Atlas è stata anticipata da una concept car chiamata Volkswagen CrossBlue, un crossover di medie dimensioni plug-in-ibrido diesel presentato in anteprima nel settembre 2013. La presentazione ufficiale del modello definitivo è avvenuta al Los Angeles Auto Show il 17 novembre 2016. Le vendite sono iniziate negli Stati Uniti e in Canada nel maggio 2017. La carreggiata sia anteriore che posteriore misura 1989 mm, con un peso in ordine di marcia di 2060-2105 kg e un peso totale di 2670-2700 kg. Il serbatoio può contenere 70,4 litri di carburante e il diametro di sterzata è di 12,4 metri.
Internamente, è dotata del cruscotto e del sistema infotaiment entrambi digitali, uno spazio utile di carico posteriore di 2,78 m³ e tre file di sedili.

## Motori
L'Atlas è disponibile negli Stati Uniti con due motorizzazioni a benzina:
- 2.0 litri (TSI) turbo quattro cilindri da 235 CV (175 kW) e 350  Nm di coppia.
- 3,6 litri sei cilindri (VR6) da 276 CV (206 kW) e 361 Nm di coppia.